# San Francisco (Jujuy)

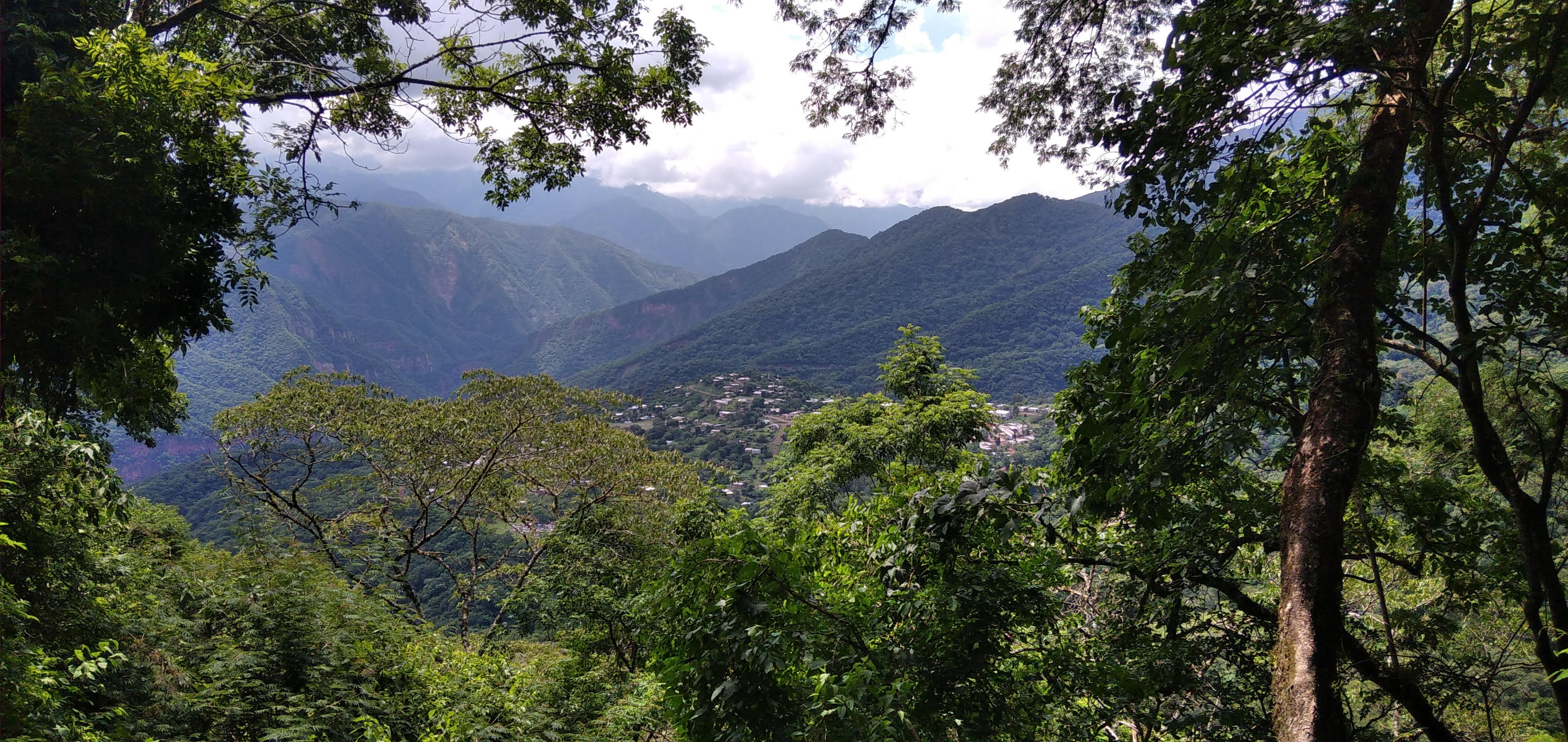
Vista de San Francisco

San Francisco es una localidad argentina situada en el departamento de Valle Grande, en la provincia de Jujuy. Según el censo de 2010, tiene una población de 515 habitantes.
Está ubicada sobre la Ruta Provincial 83, 17 km al sur de Valle Grande.
Se encuentra cerca del parque nacional Calilegua y dentro del perímetro de la reserva de biosfera de las Yungas. Es considerada un atractivo turístico por la posibilidad de conocer la vida de los valles con sus cultivos y puesteros, más excursiones a las termas del río Jordán, ascenso a montañas y el avistamiento de una cascada. El pueblo cuenta con conexión a Internet, lo que soluciona el problema de las comunicaciones crítico en este sector de las yungas.